# Hubert Duprat
Hubert Duprat (1957) è un artista francese.

## Opere
Autodidatta, Hubert Duprat si fa conoscere agli inizi degli anni ottanta grazie al lavoro sulle larve di Phryganes, chiamate anche Tricotteri, che hanno la particolarità di costruirsi un fodero mobile, composto con l'aiuto di accessori esterni presenti nel loro ambiente naturale (ramoscelli, foglie, ghiaie, grani di sabbia, sedimenti, conchiglie di Planorbes e altre lumache acquatiche). Sfruttando le capacità costruttive e più precisamente ricostruttive di queste larve, Duprat ha creato un dispositivo sperimentale con il quale li costringe a fare uso di materiali singolari: paillettes, pagliuzze d'oro, perle, pietre preziose e semi-preziose tagliate in cabochon oppure sfaccettate (diamanti, smeraldi, rubino, zaffiri, turchesi, opali, lapislazzuli); gli insetti diventano così gioiellieri e i loro foderi sono veri e propri pezzi di oreficeria.

## Galleria d'immagini

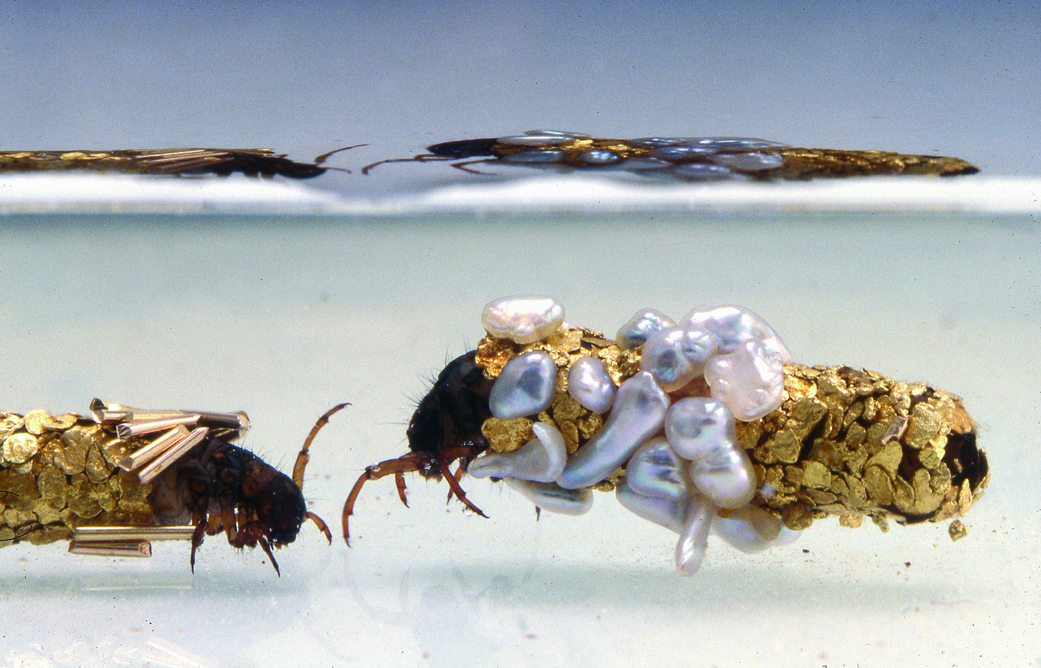
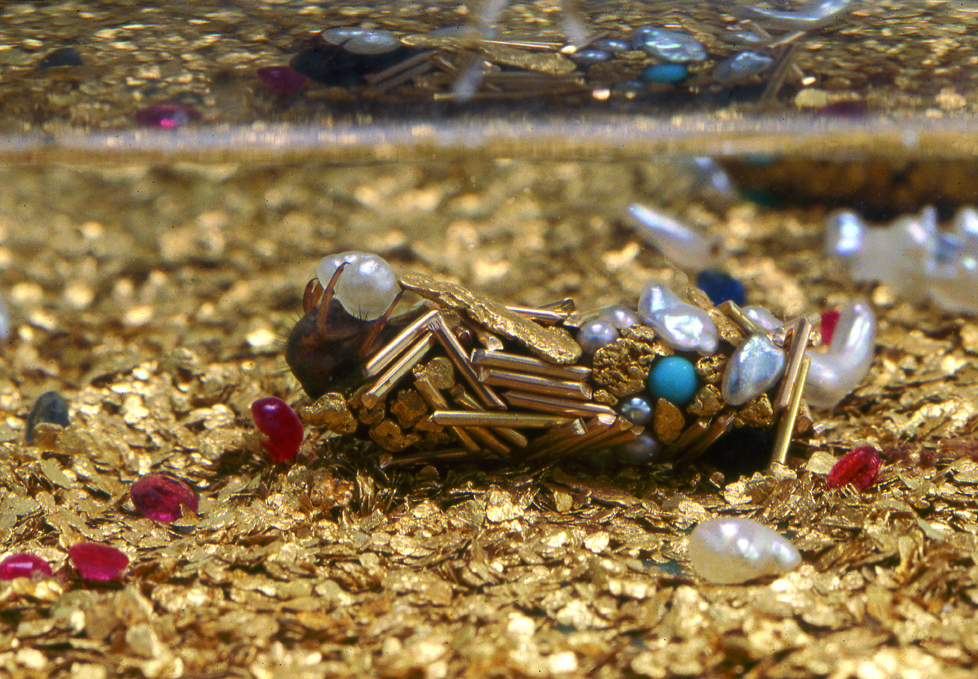
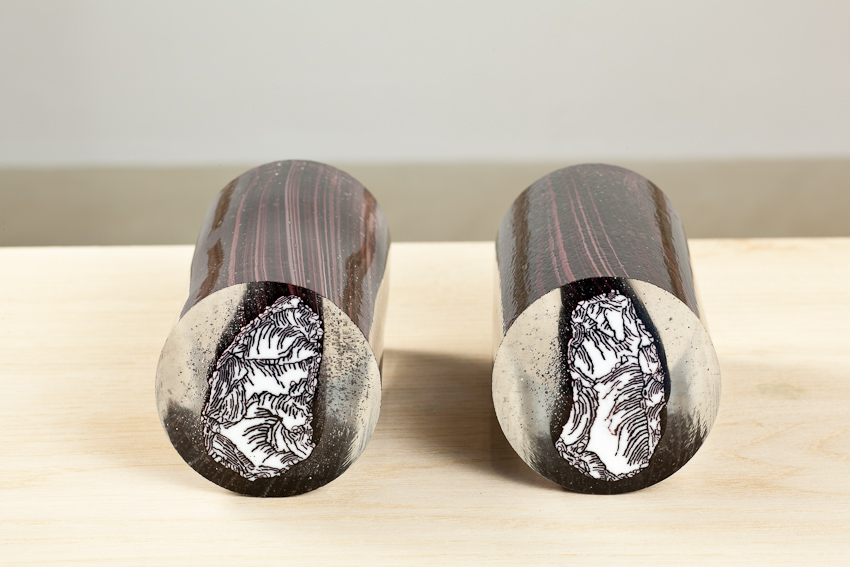
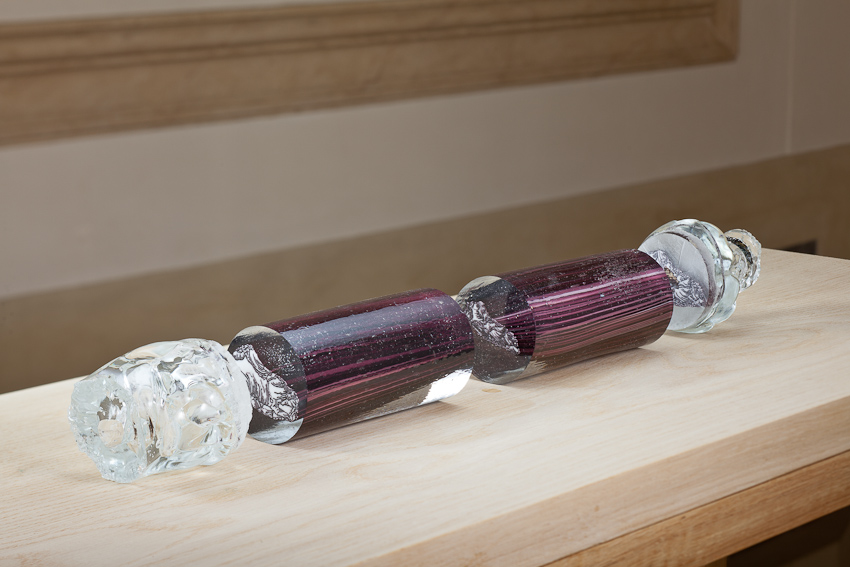
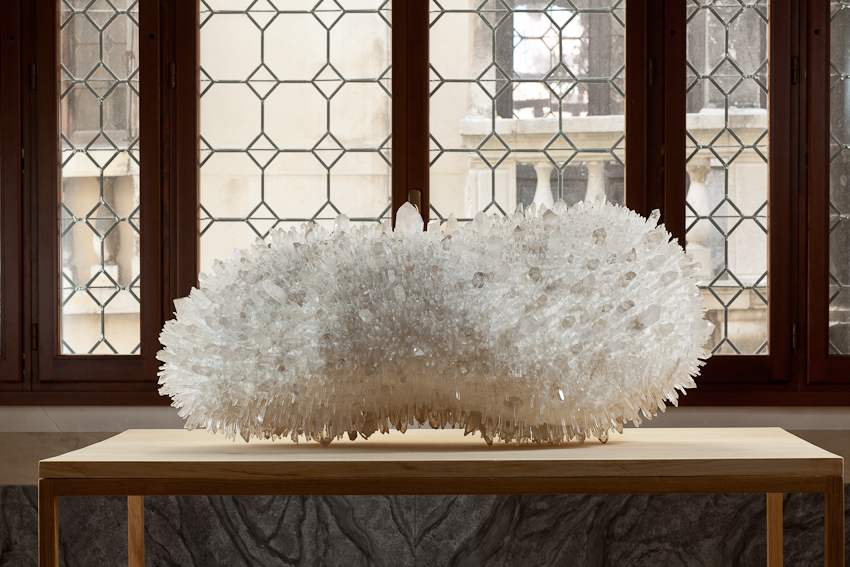
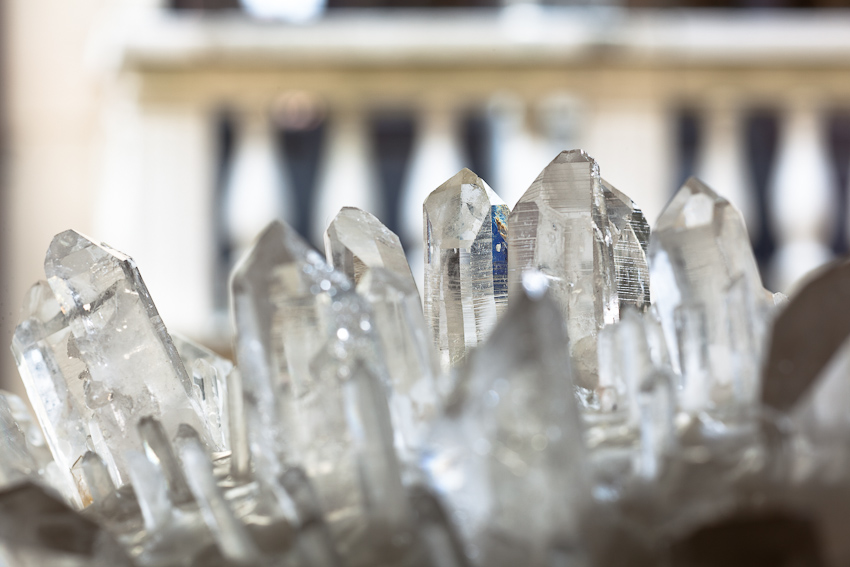
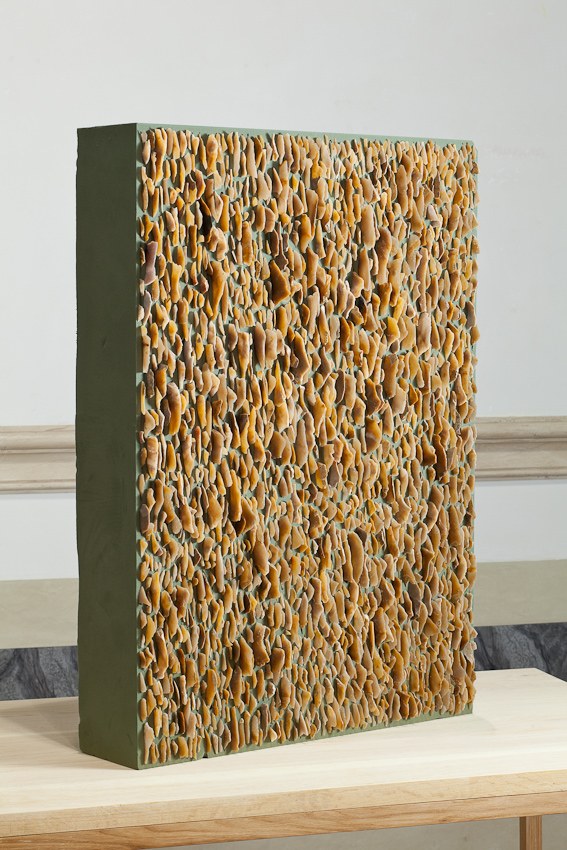
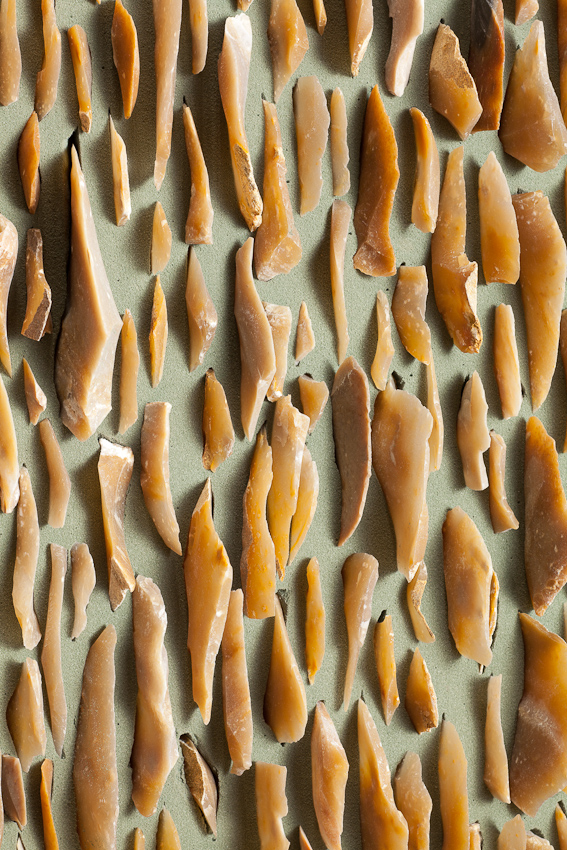